# Grands Goulets

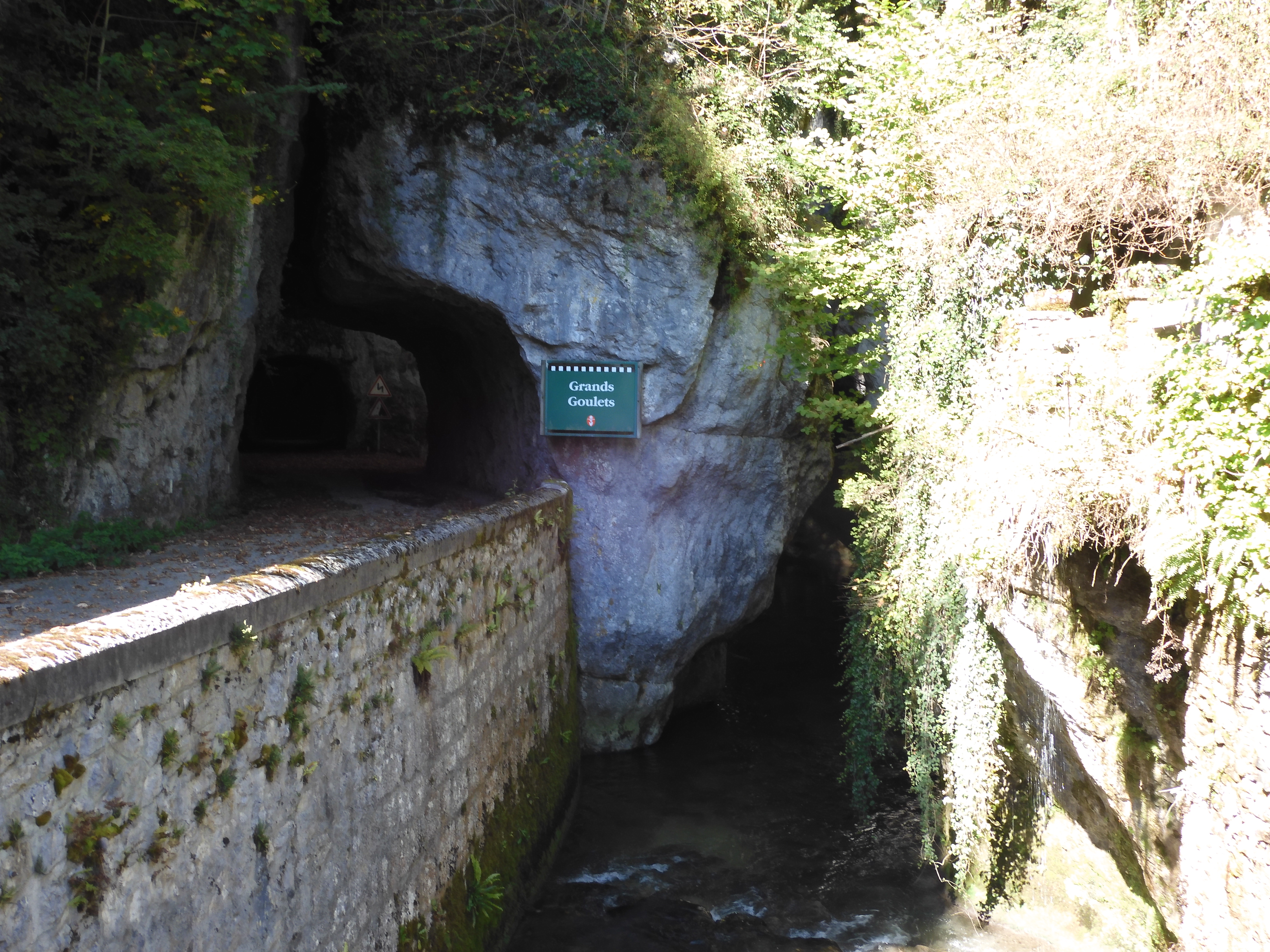
Vernaisson und Straßentunnel in den Grands Goulets

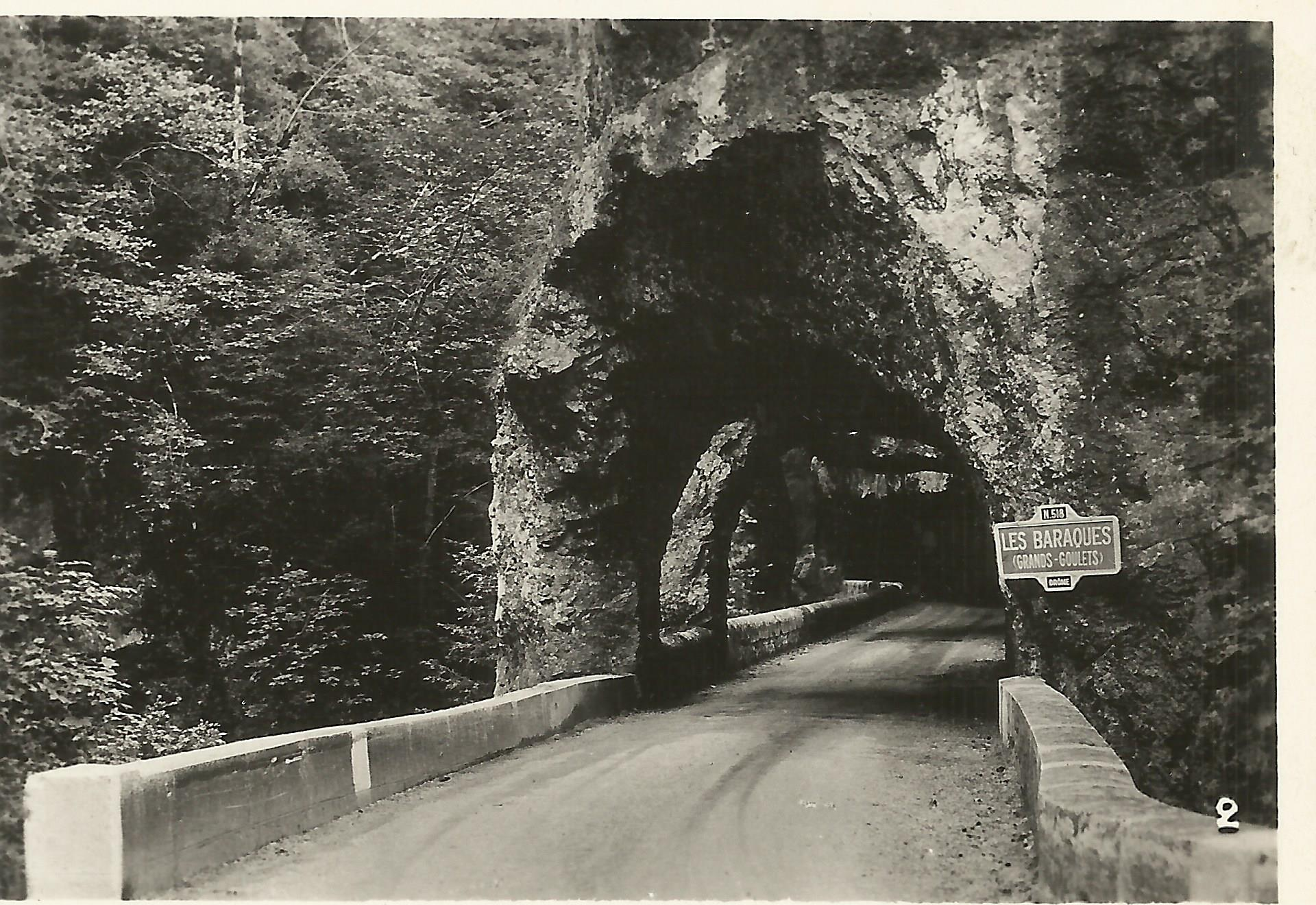
Ehemalige Nationalstraße N 518 in den Grands Goulets

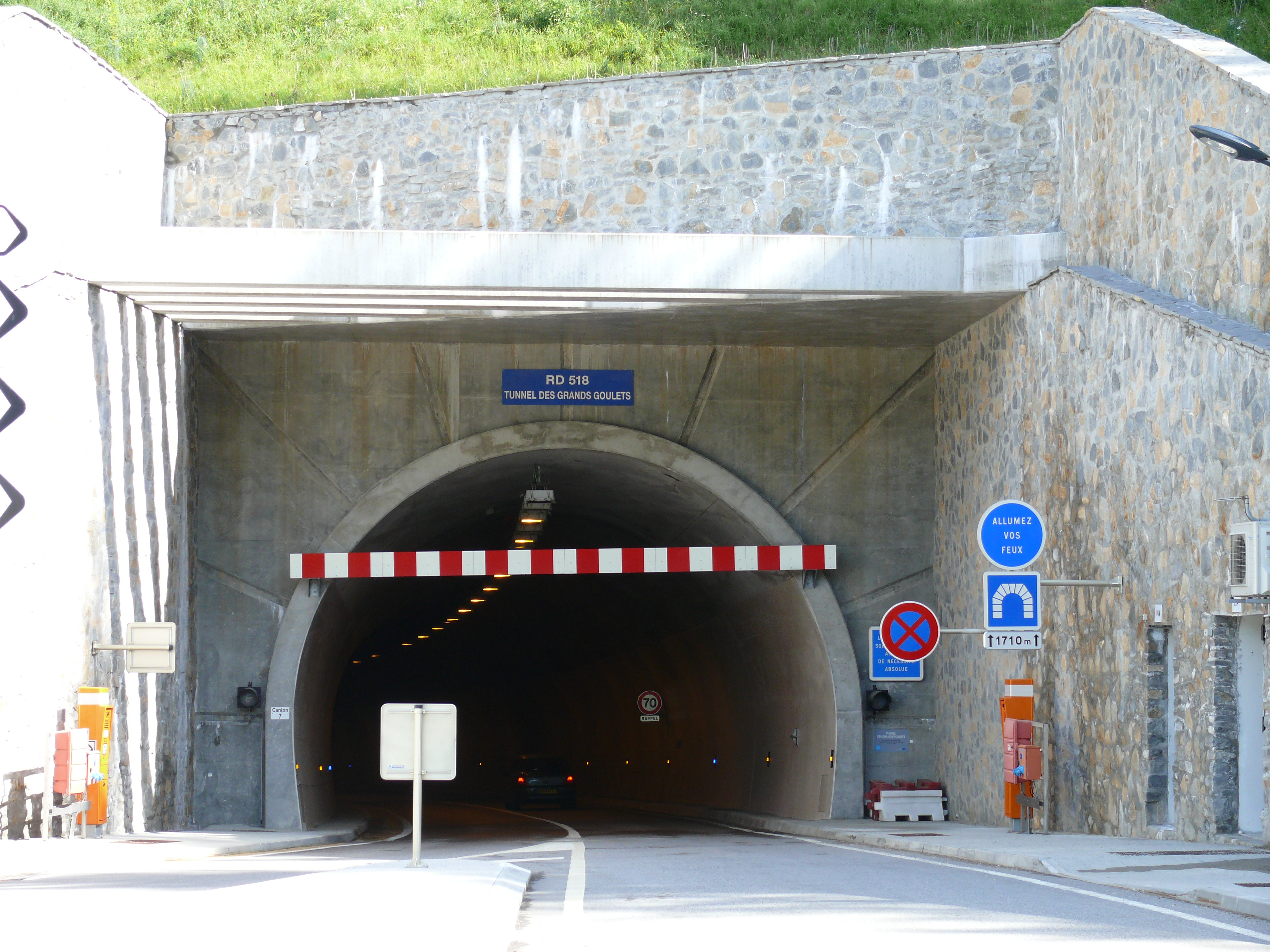
Südportal des 2008 eröffneten Grands-Goulets-Tunnels

Die Grands Goulets (Große Engpässe) sind eine Schlucht im westlichen Teil des Vercors-Massivs im Département Drôme im Südosten Frankreichs. Die vom Vernaison geformte Schlucht bildet den südlichen Abschluss der Reculée um Échevis, die im Norden an den Petits Goulets beginnt.
Zwischen 1844 und 1851 wurde, um das Tal der Isère bei Pont-en-Royans mit dem oberen Tal der Vernaison zu verbinden, in die steilen Kalksteinfelsen der Schlucht eine „Balkonstraße“ gebaut. Die Route des Goulets (von 1933 bis 1973 ein Abschnitt der Nationalstraße N 518) war in den Grands Goulets einspurig mit zahlreichen Tunneln und nur wenigen Ausweichstellen. Bei Touristen war die pittoreske Straße beliebt.
Während der deutschen Besetzung Frankreichs im Zweiten Weltkrieg wurde das Vercors-Plateau zu einer Hochburg der französischen Widerstandsgruppe Maquis du Vercors. Am 22. Januar 1944 traf eine 300 Mann starke Kolonne der Wehrmacht von den Petits Goulets her zu einer Strafexpedition in der Reculée ein. Eine kleine Gruppe von Maquisards versuchte, ihnen den Vormarsch zu versperren, jedoch wurde sie an jeder errichteten Sperrposition von den Gebirgsjägern entweder zum Rückzug gezwungen oder umgangen. Durch die Grand Goulets erreichten die deutschen Soldaten an deren Südausgang den Weiler Les Baraques und zerstörten ihn mit Brandgranaten. Eine Gedenktafel in La Chapelle-en-Vercors erinnert an die zwanzig Maquisards, die bei den Kämpfen getötet wurden. Die beschädigte Straße wurde später repariert und im September 1945 wieder geöffnet.
Nach Felsstürzen in den Jahren 2000 und 2005 wurde ein Abschnitt der 1973 zur Departementsstraße D 518 abgestuften Straße dauerhaft für Fahrzeuge und Fußgänger gesperrt. Zu seinem Ersatz wurde 2008 ein 1710 Meter langer Tunnel mit zwei Fahrstreifen eröffnet. Die lokalen Behörden schlugen 2016 vor, die alte Straße wieder für Fußgänger zu öffnen und als Touristenattraktion zu nutzen.
Die Grands Goulets sind als ZNIEFF (Zone naturelle d'intérêt écologique, faunistique et floristique – Naturgebiet von ökologischem Interesse, Fauna und Flora) klassifiziert.

Die Route des Goulets auf historischen Fotos
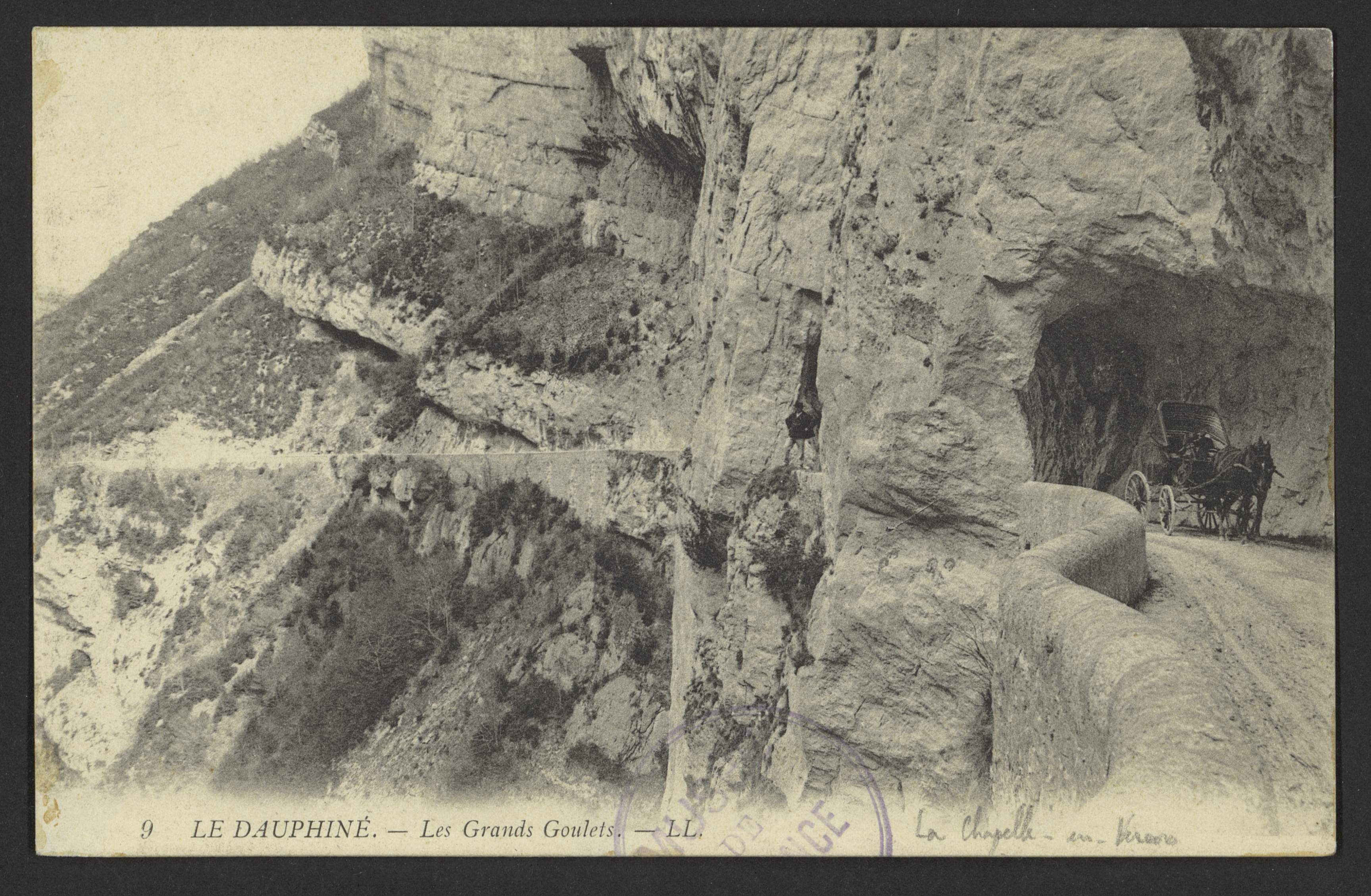
Um 1900
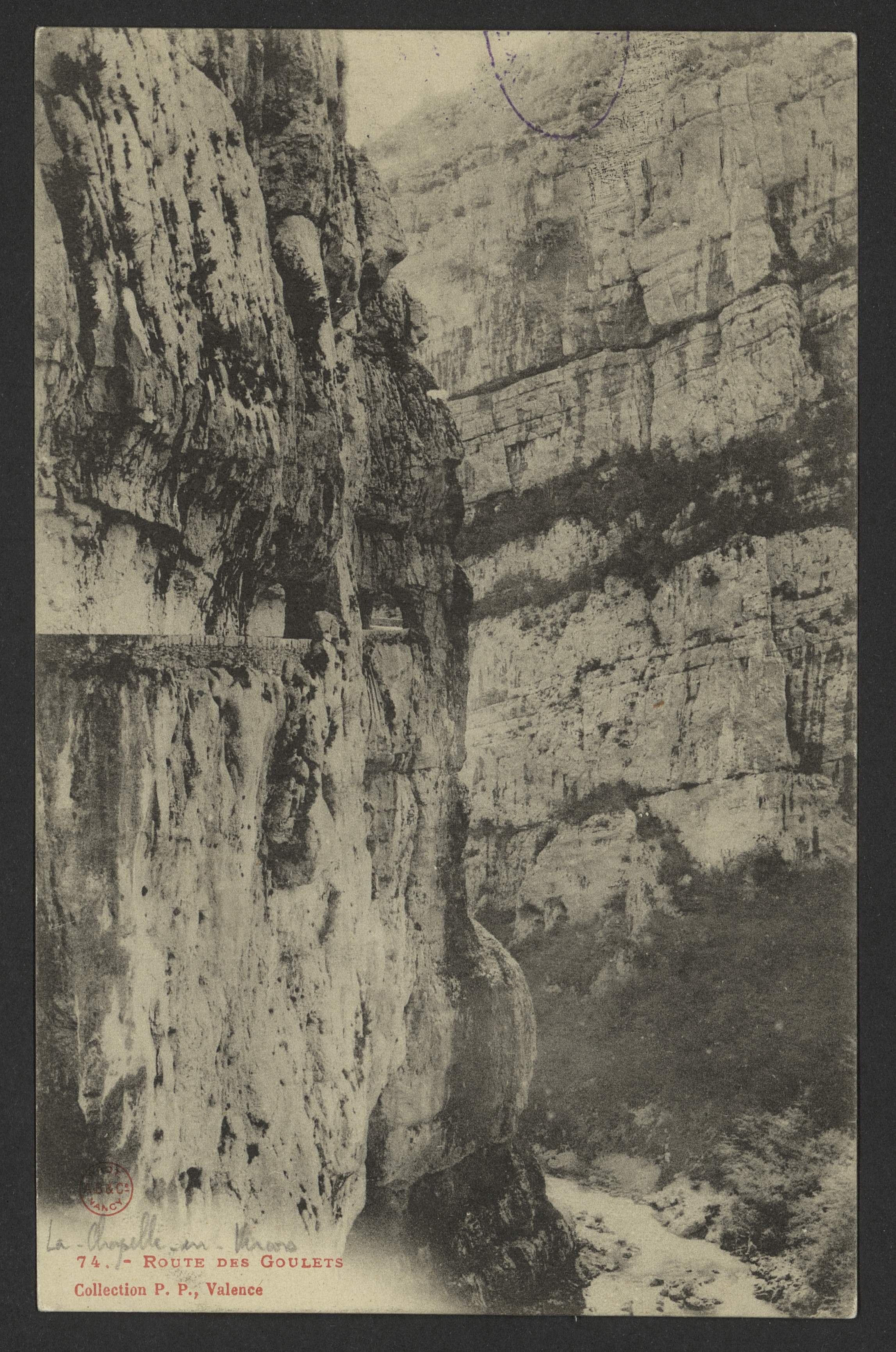
Um 1900
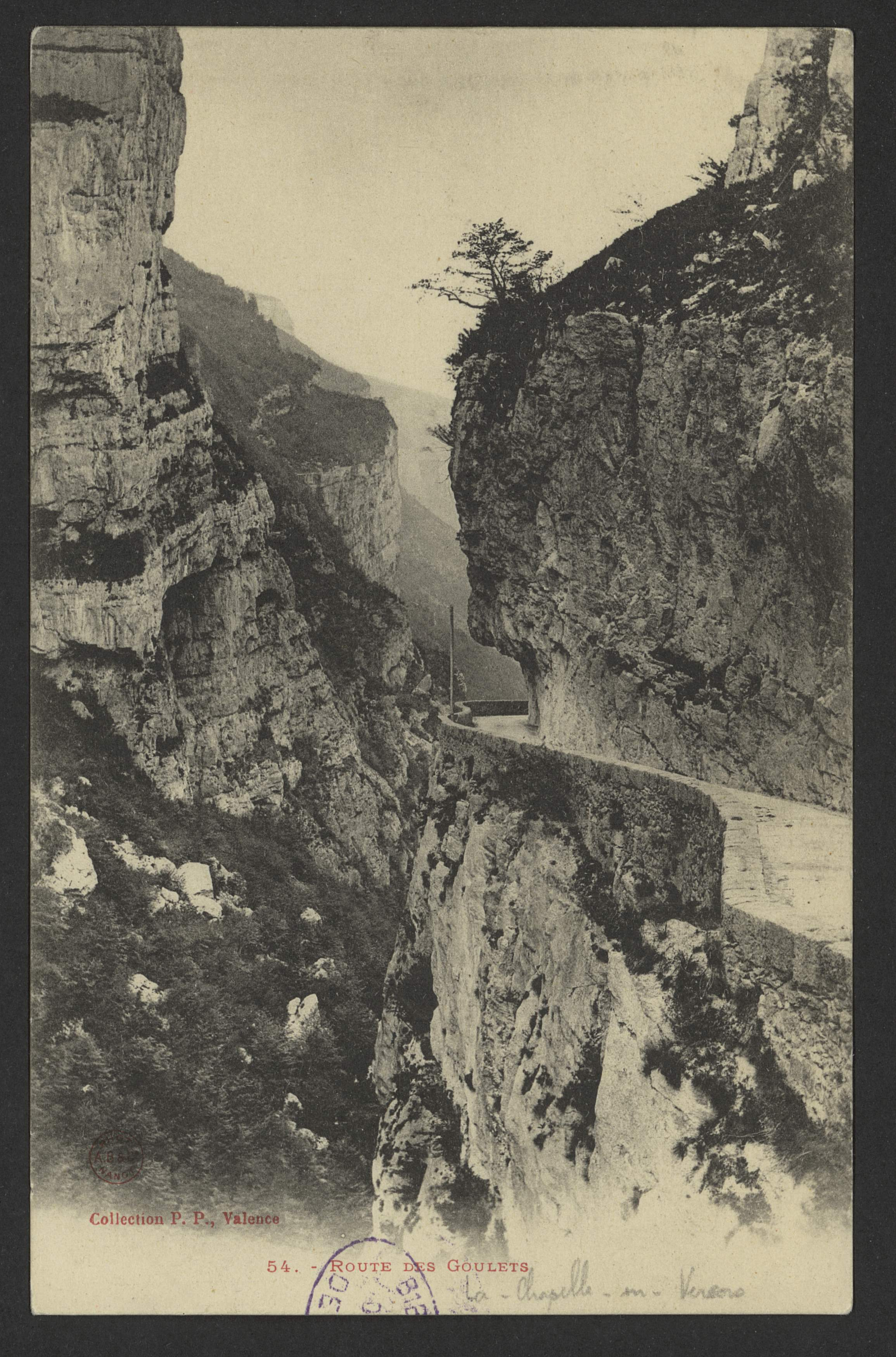
Um 1908
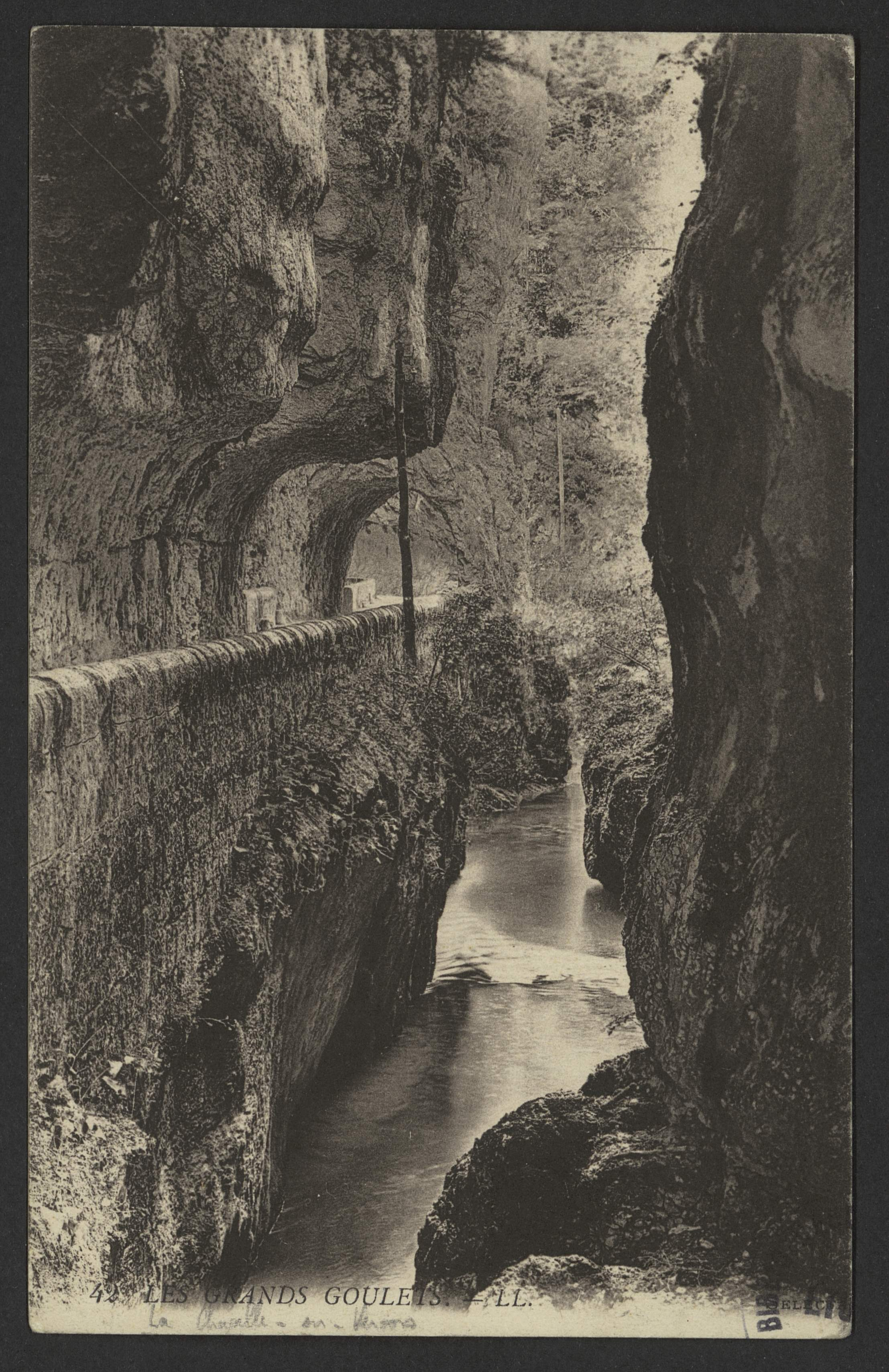
Um 1910
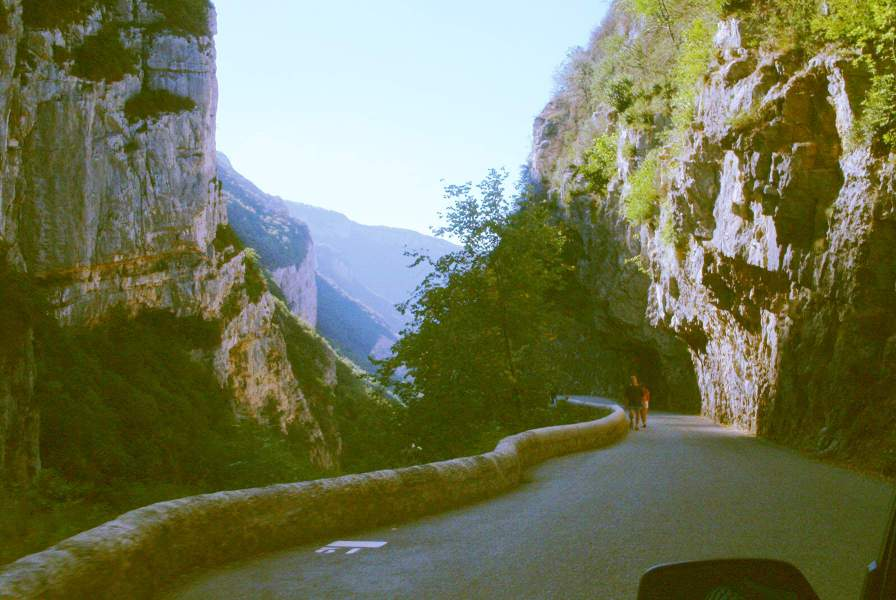
2005